# Неждановка (Волчанский район)
Неждановка (укр. Нежданівка) — село,
Охримовский сельский совет,
Волчанский район,
Харьковская область.
Село ликвидировано в 1991 году.

## Географическое положение
Село Неждановка находится на правом берегу реки Плотва, русло реки заболочено, выше по течению на расстоянии в 1 км расположено село Соломенное (нежилое), ниже по течению в 4-х км — село Охримовка.

## История
- 1991 — село снято с учёта в связи с переселением жителей.[1]